# Athénée de Madrid
Pour les articles homonymes, voir Athénée.

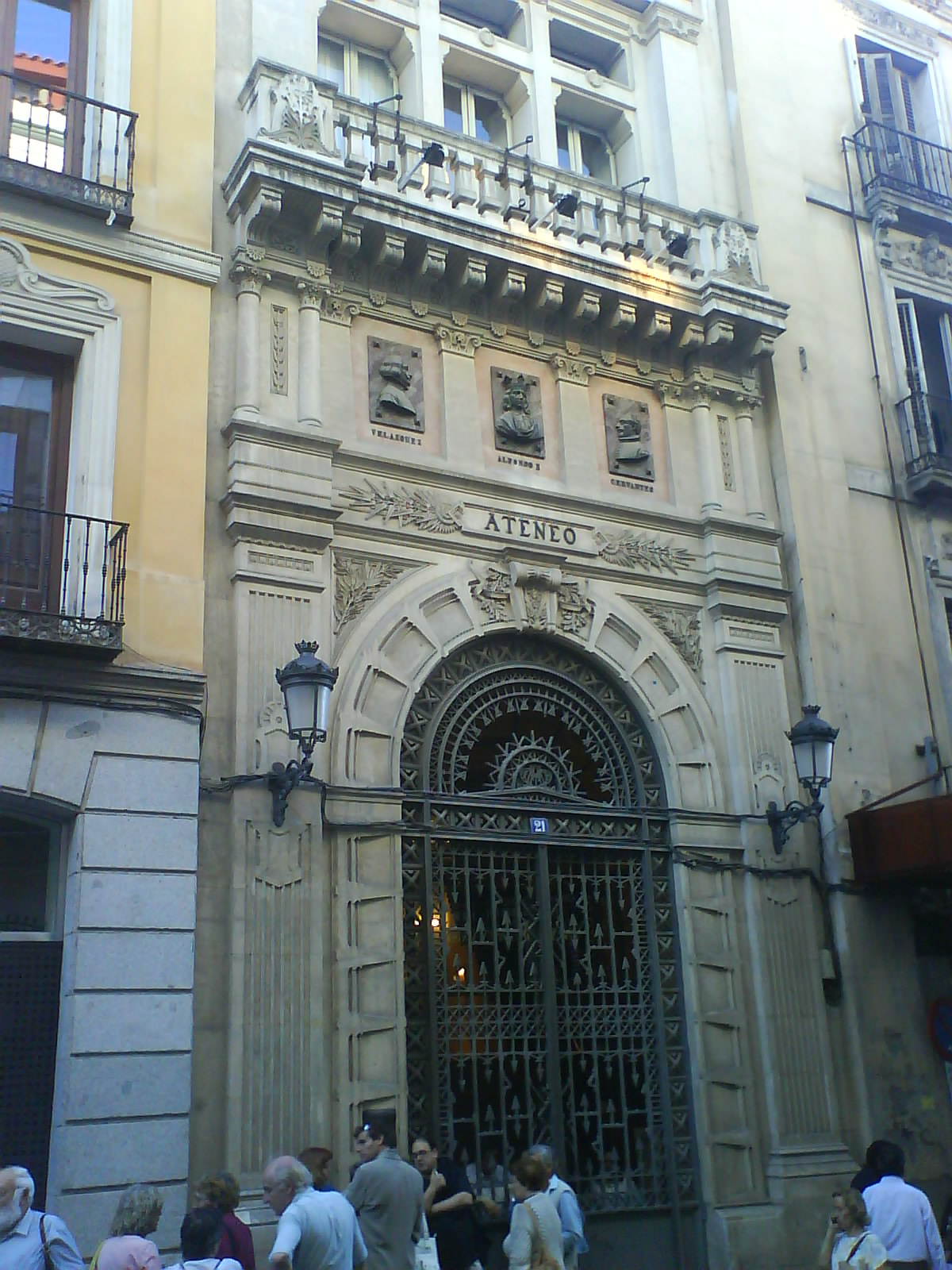
Façade de l'Athénée de Madrid, dans la rue du Prado.

L'Athénée de Madrid (en espagnol : Ateneo de Madrid) est une institution culturelle privée espagnole, créée en 1835 sous le nom d'Athénée scientifique et littéraire (Ateneo Científico y Literario).

## Contexte historique

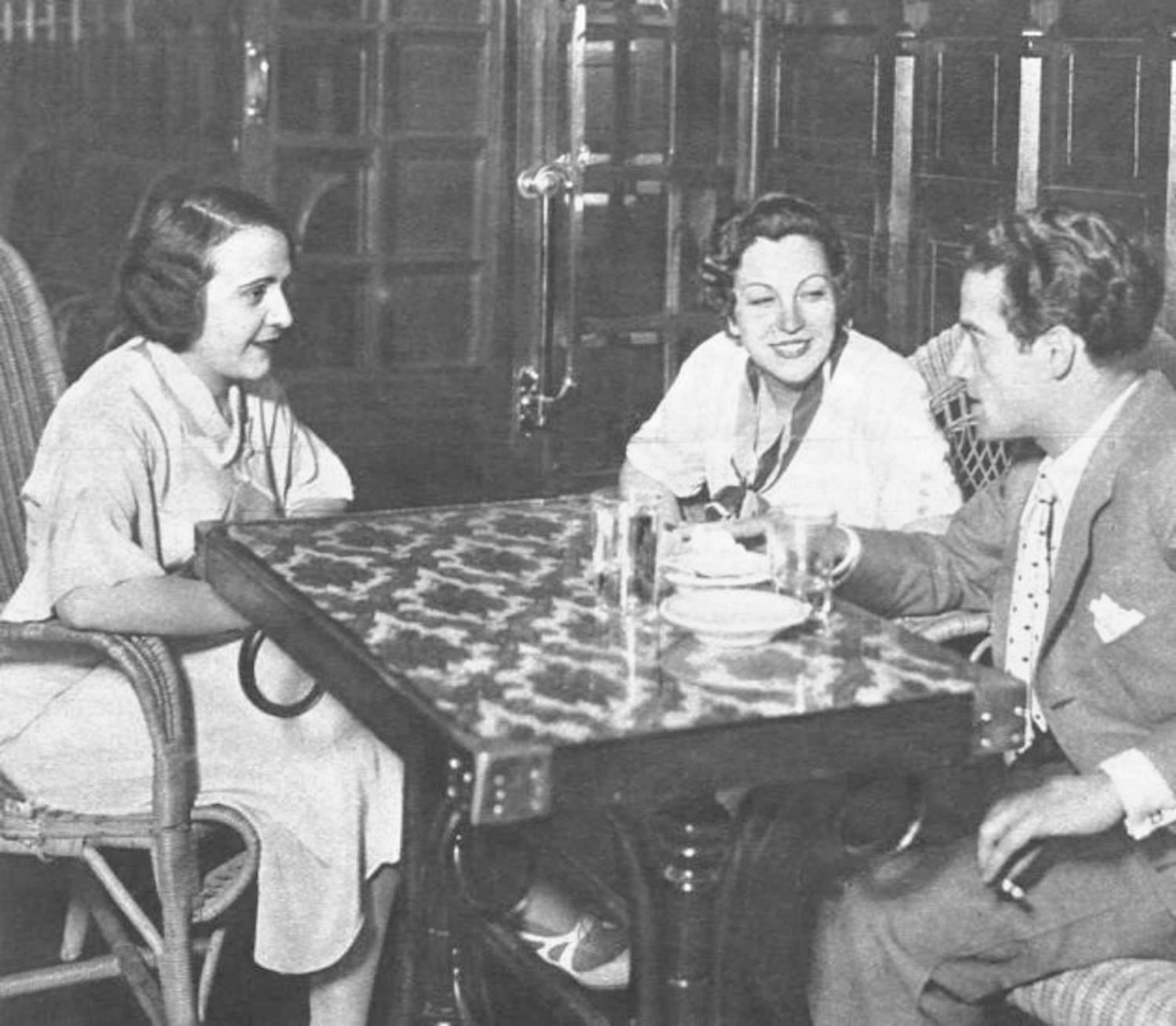
Photographie de l'Athénée de Madrid, avec sa célèbre bibliothécaire Juana Capdevielle (à gauche).

L'invasion de l'Espagne par la France de Napoléon Ier eut deux conséquences majeures chez les intellectuels espagnols. D'une part, ceux qui avaient apporté leur soutien aux Français et accepté de reconnaître Joseph Bonaparte comme roi d'Espagne durent partir en exil après le triomphe de la Junte suprême et des Cortes de Cadix, qui promulguèrent la première constitution espagnole d'inspiration libérale. D'autre part, le retour de Ferdinand VII entraîna le retour à l'absolutisme et la fuite des patriotes de Cadix. En France et en Angleterre, on trouvait donc une grande partie de l'aristocratie éclairée, qui pour une raison ou pour une autre était persécutée sur le sol espagnol. 
Le retour des exilés pendant le gouvernement libéral de 1820 avait permis la création de l'Athénée espagnol, dirigé par Juan Manuel de Los Ríos, mais quand Ferdinand VII revint, en 1823, l'institution fut transférée à Londres. La mort du roi, ainsi que le soutien apporté à la cause d'Isabelle II par les libéraux dans sa lutte contre don Carlos, contribuèrent à l'instauration d'un nouveau climat de tolérance au cours de la régence de Marie-Christine. En 1835, l'Athénée espagnol prit le nom d'Athénée scientifique et littéraire, avec pour membres fondateurs Salustiano Olózaga, Ángel de Saavedra, Antonio Alcalá Galiano, Mesonero Romanos, Francisco López Olavarrieta, Francisco Fabra et Juan Manuel de los Ríos.

## Vie de l'Athénée
Les réunions se tinrent d'abord dans le palais d'Abrantès, puis sur l'actuel Paseo del Prado, dans un bâtiment de style moderniste inauguré par Cánovas del Castillo en 1884.
L'Athénée comprend dix-neuf sections, représentant l'ensemble des disciplines culturelles et scientifiques. On y trouve une salle des Actes, une salle de recherche, des salles de cours, une salle d'exposition, une bibliothèque et une hémérothèque. Parmi ses membres, on compte de très nombreux présidents du Gouvernement, ministres et lauréats du prix Nobel.

## Expositions
L'Athénée de Madrid compte de deux salles d'exposition, où Lucio Muñoz, Antoni Tápies, Manuel Hernández Mompó, Manolo Millares,Manuel Hernández Mompó, Marta Cárdenas et Daniel Garbade ont exposé leurs travaux. Antonio López y fait sa première exposition individuelle en 1957, Juan Navarro Ramón y expose en 1964, Meki Megara en 1965. La salle de Prado 19 est une des sièges de PHotoEspaña en 2019.

## Personnalités célèbres liées à l'institution
- Juana Capdevielle (1905-1936), bibliothécaire de l'institution, assassinée par les nationalistes durant la guerre d'Espagne[8].

## Galerie

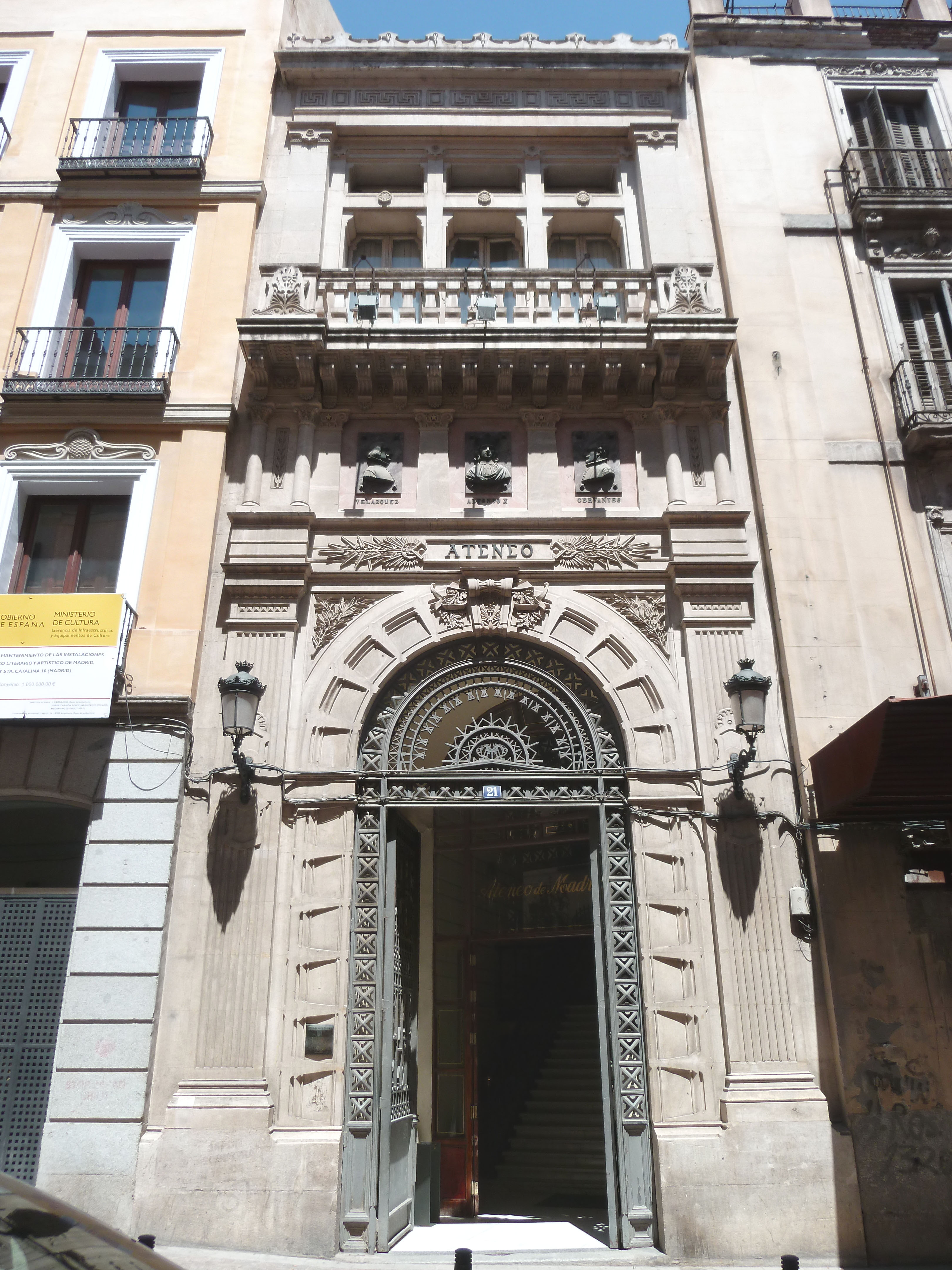
Façade
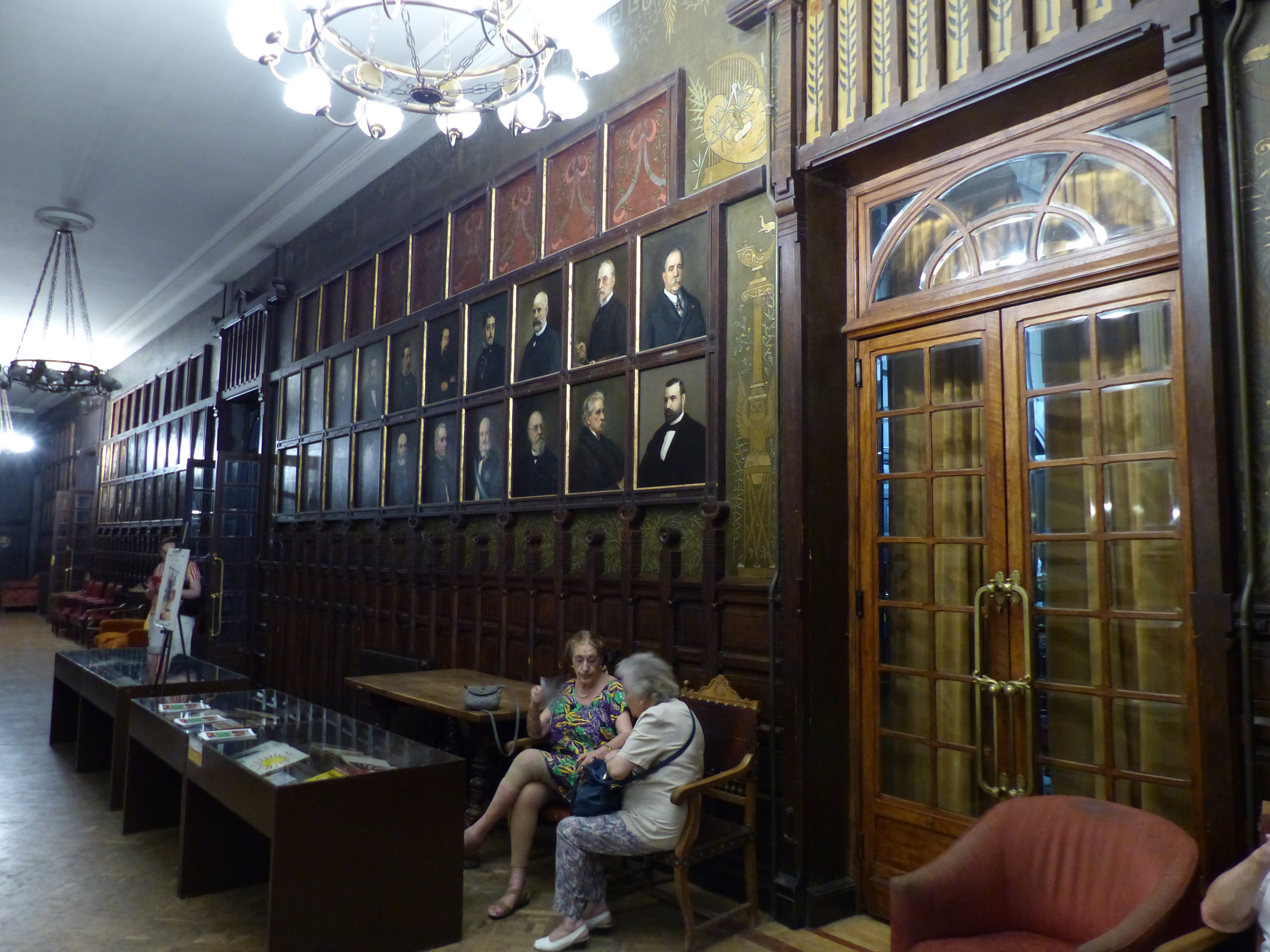
Intérieur
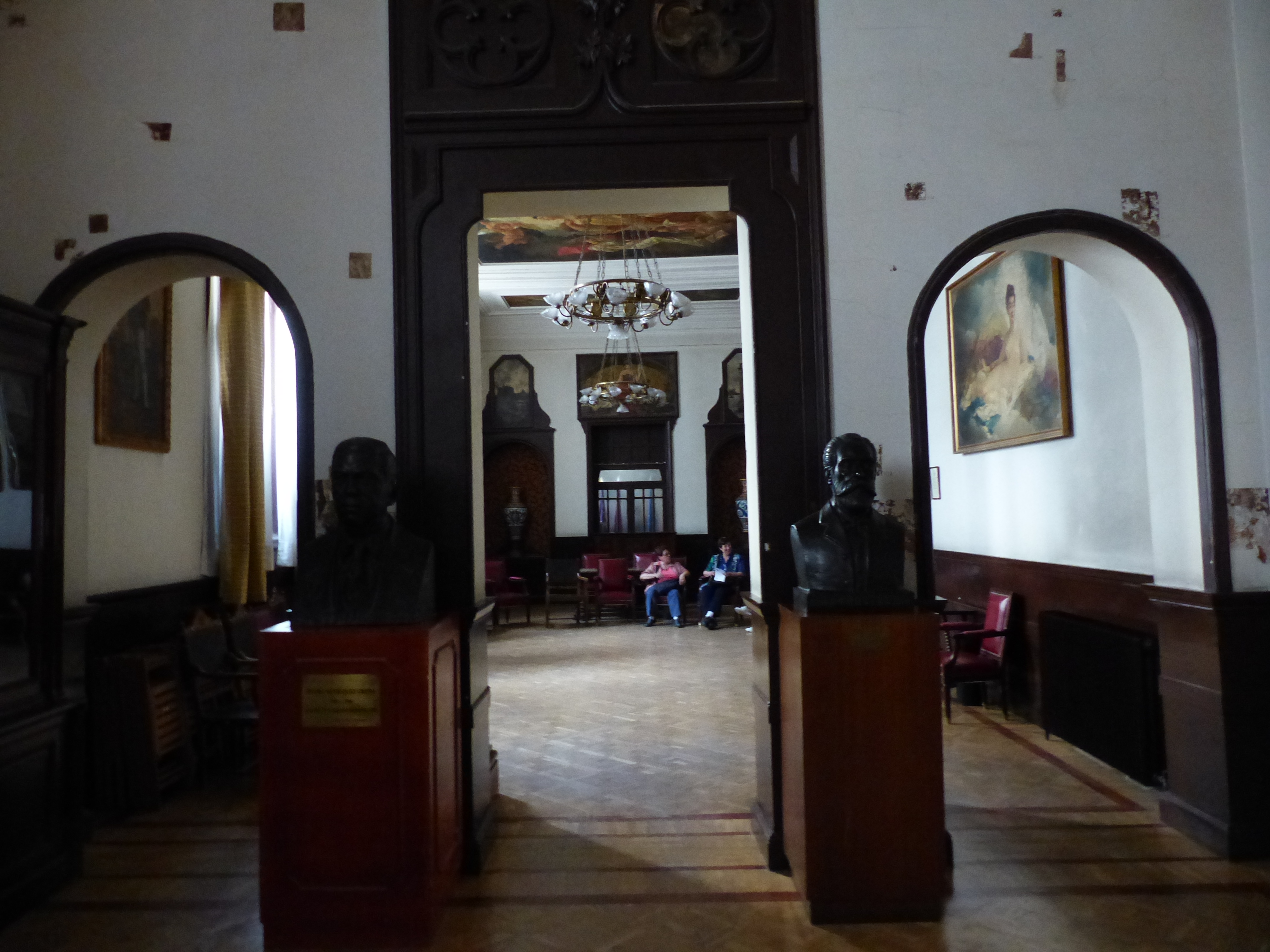
Intérieur
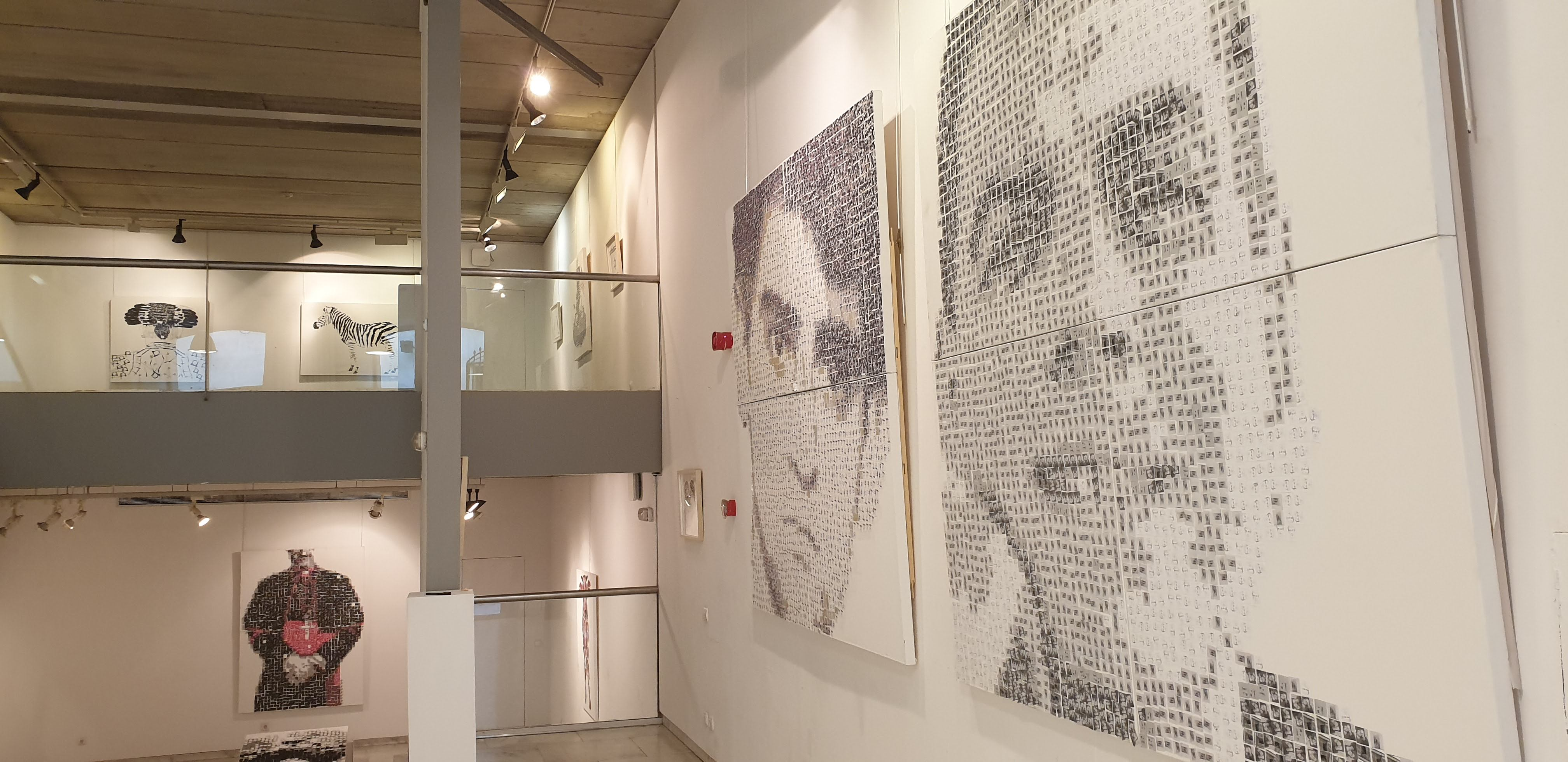
Salle des expositions
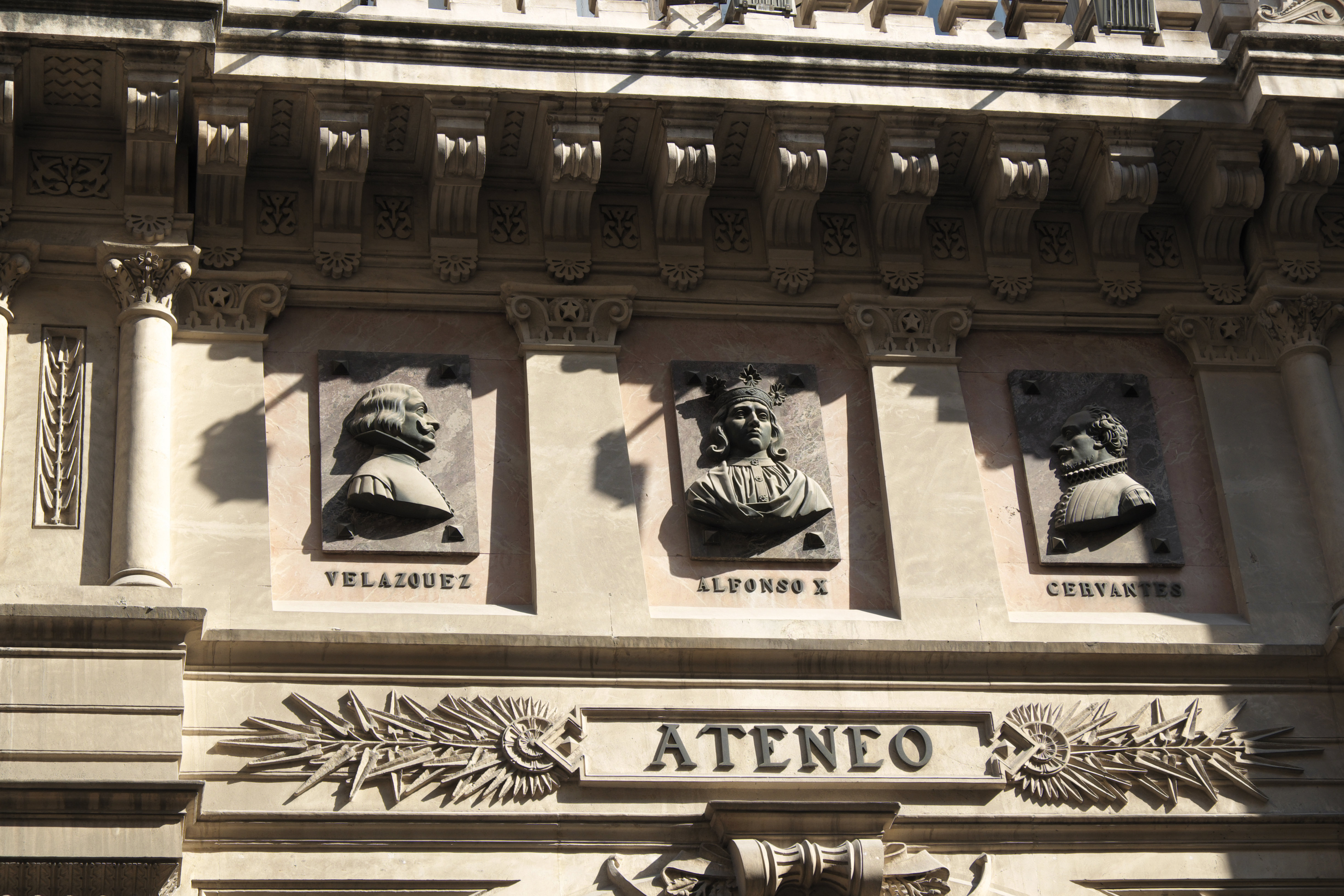
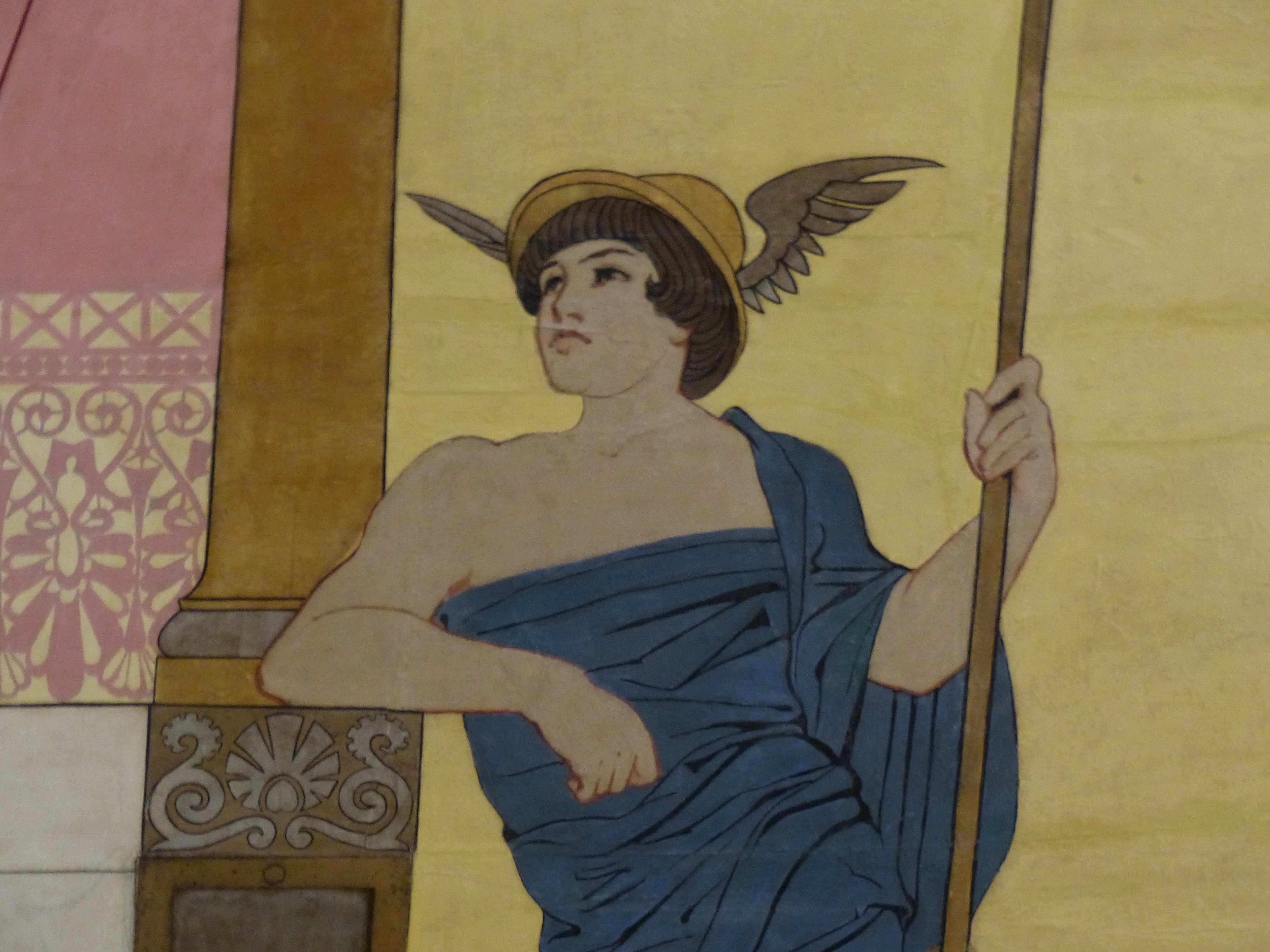
Fresques à l'intérieur
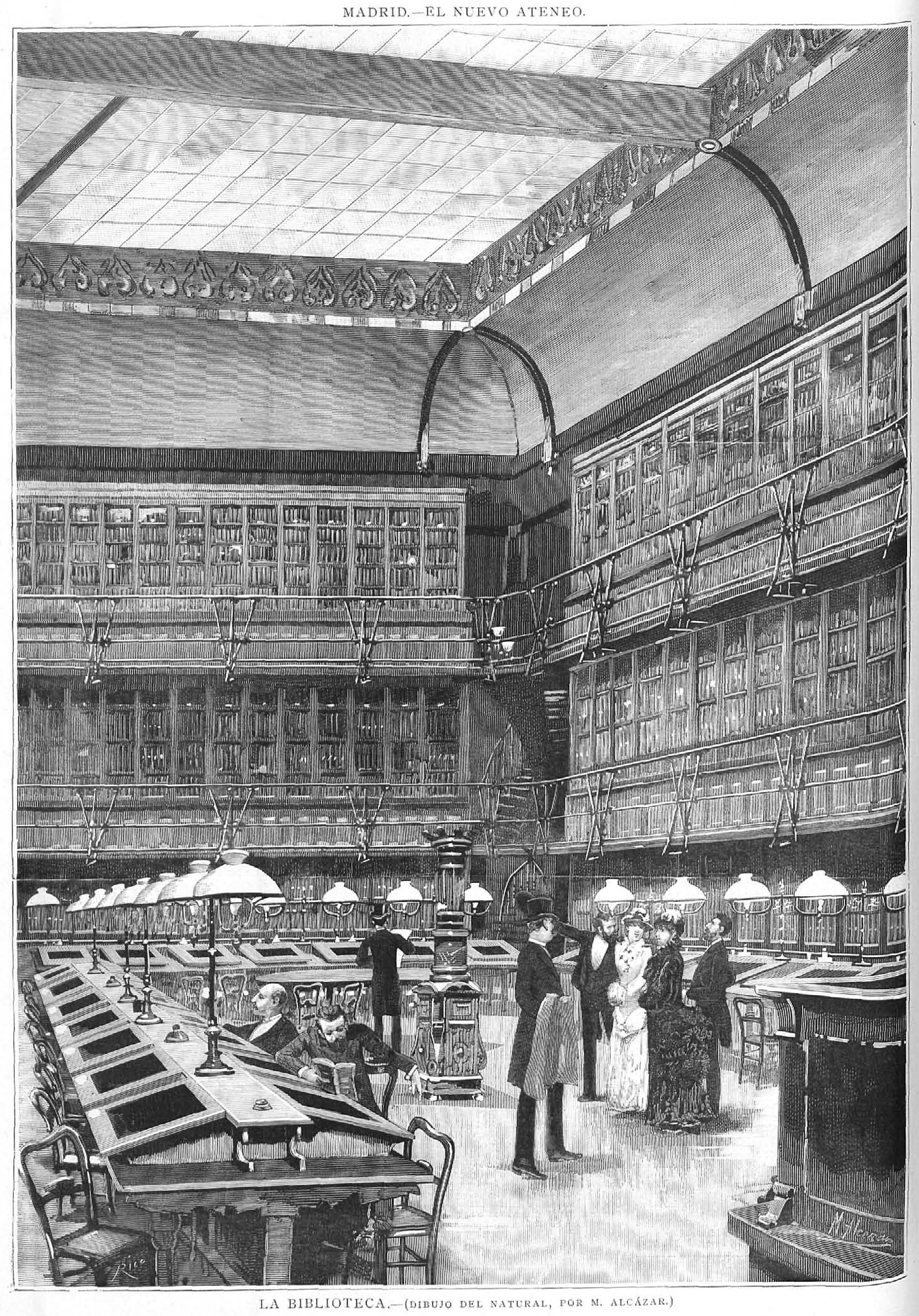
Bibliothèque, dessin par Alcázar
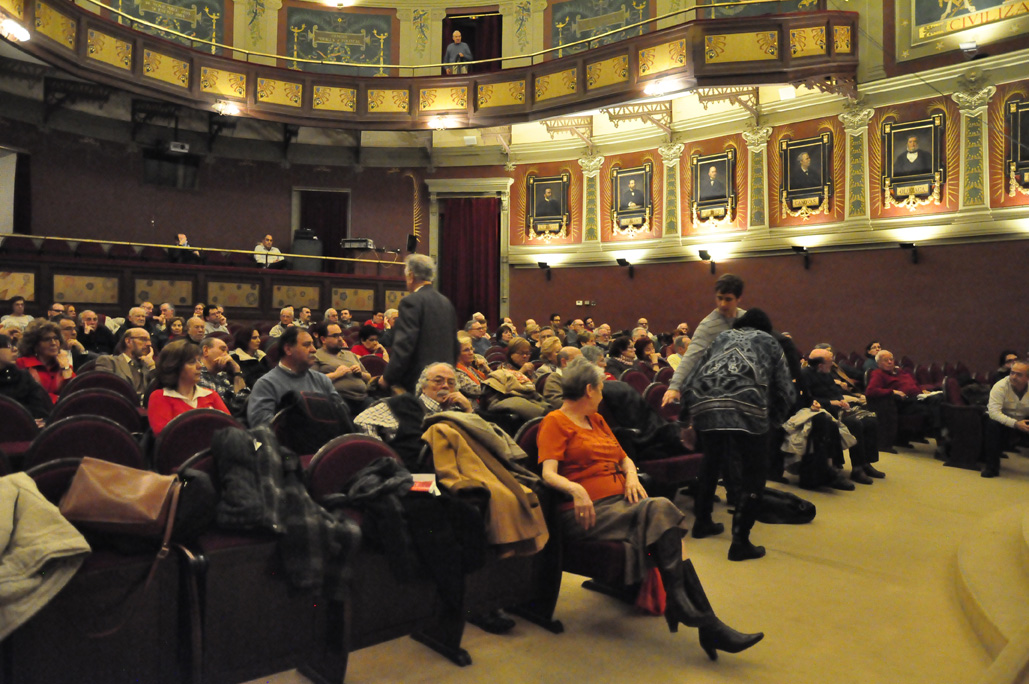
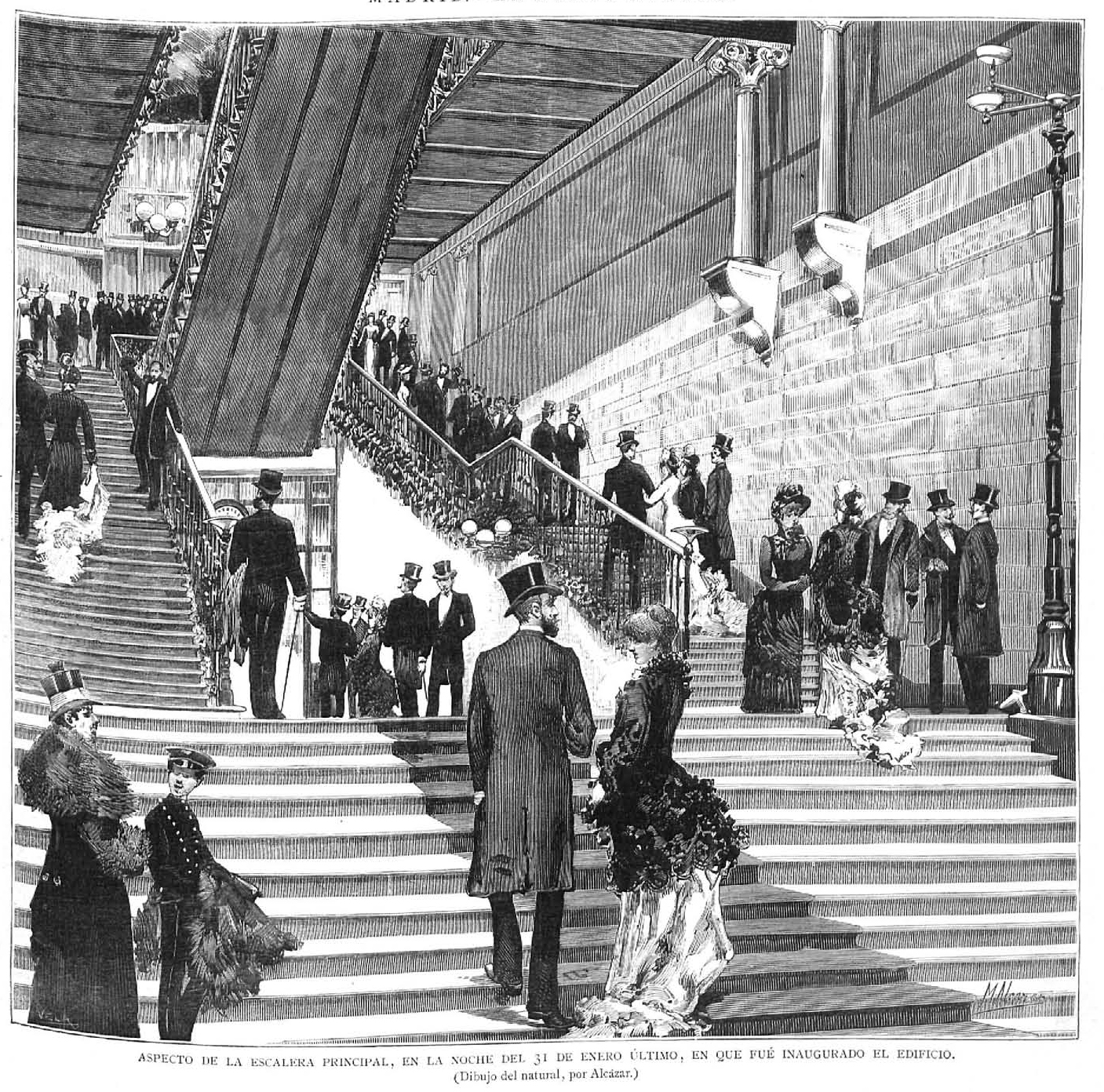
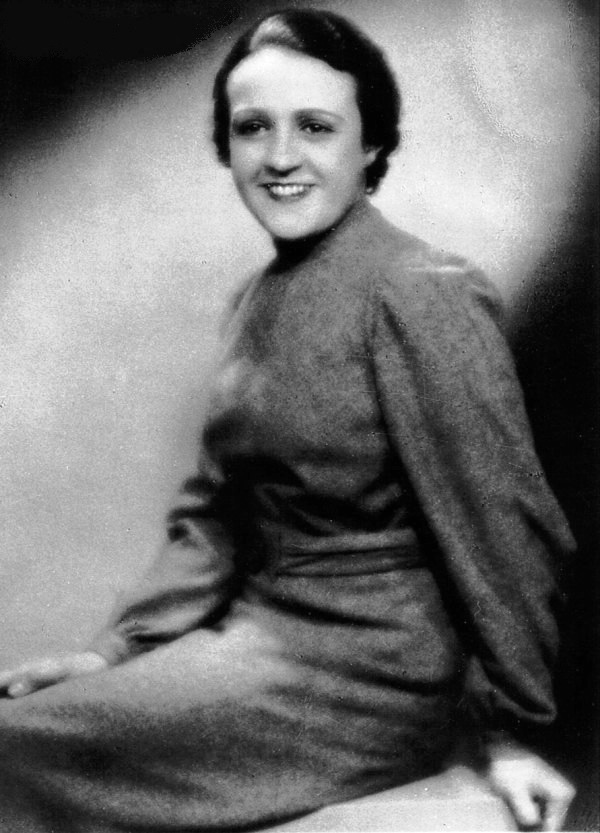
Juana Capdevielle, bibliothécaire historique de l'institution.